# Варалица
Варалице су врста вештачких мамаца за риболов. Oне својим обликом, вибрацијом, бојом и покретима привлаче пажњу рибе, што може резултовати нападом и качењем рибе за удицу која се налази на варалици.
Варалице су углавном дизајниране да подсећају на неки живи организам (рибице, мекушце, инсекте, мале сисаре итд.) којима се рибе грабљивице хране или од којих желе да одбране своју територију.
Варалице могу бити израђене од различитих материјала као што су: дрво, метал, тврда и мека пластика, силикон, понекад и уз додатак природног или вештачко перја или крзна, као и јеленске длаке (Стримери) нпр. Мепс аглиа са стримером, за вараличарење пастрмке, Миурин  Миш, све популарнија италијанска варалица, као и друге Хибридне варалице, које се добијају комбинацијом наведених материјала.
Најчешће употребљаване варалице за слатководни риболов су: воблери, лептири или спинери, кашикасте варалице, главињаре, и твистери и шедови од меке пластике или силикона.